# Giovanni Smirich
Giovanni Smirich (Zara, 16 marzo 1842 – 24 gennaio 1929) è stato un archeologo e pittore dalmata.

## Biografia
Figlio di Antonio Smirich, Consigliere Imperiale, Commendatore del Regno d'italia, Socio Fondatore della Società Dalmata di Storia Patria (1926)
Curatore del primo museo archeologico della città di Zara presso la chiesa di San Donato.
Artista figurativo, nel 1901 costruì con l'aiuto di Sime Barich una Sfinge in stile Egizio nel giardino della sua villa a Zara, tuttora esistente.

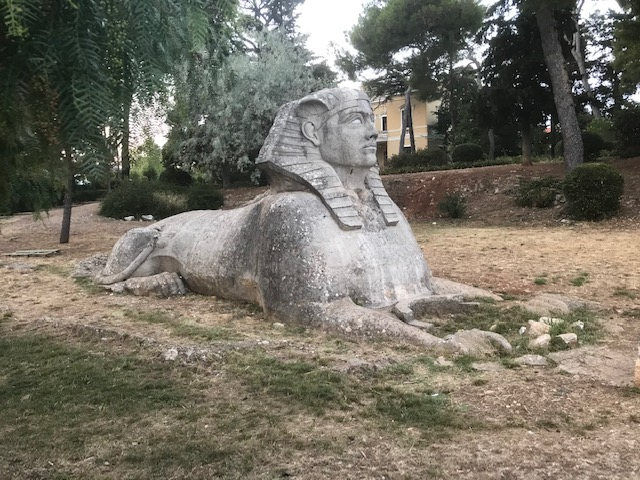
Sfinge di Zara

Il figlio Antonio (nato nel 1877 dal matrimonio con la Contessa Attilia Spineda) figura tra i Volontari dell'Impresa di Fiume.

## Opere
La collezione dei monumenti medioevali nel Museo di San Donato in Zara, Ephemeris Bihacensis, Zara 1894 

San Pietro vecchio in Zara, Ephemeris Bihacensis, Zara 1894

Die Kirche San Pietro Vecchio in Zara, Mitteilungen der K.K. Central Kommission zur Erforschungen and Erhaltnung der Kunstermal, (Comunicazioni della I. R. Commissione Centrale per la ricerca e la conservazione dei monumenti d'arte), Vienna 1895

II Duomo di Zara, "la Rivista dalmatica", 2, 1901 

Il Tempio di San Donato in Zara, Emporium, s.l.e., 1901 

Edilizia, "Il Dalmata", Tip. Artale, Zara 1904 

G. Smirich, G. de Bersa, Note on excavations at Zara-Iader (Relazione sugli scavi a Zara), Jahreshefte des Hosterreihischen Archaologischen Institute, s.l.s., 1908 

Il restauro del Tempio monumentale di San Grisogono, "Il Dalmata", Tip. Artale, Zara 1911

G. Smirich, M. Abramich, G. de Bersa, Fiihrer durch das K.K. Staatmuseum in Zara (Guida all'I.R. Museo statale in Zara), s.n.s., Vienna 1912

G. Smirich, M. Abramich, G. de Bersa, Guida all'I.R. Museo di San Donato in Zara; s.n.s., Vienna 1913 

Il quadro di G. Squarcina (L'abiura di Galileo) "Il Dalmata", Tip. Artale, Zara 1913 

Il portale del Palazzo del Conte in Zara, s.n.t.

Le tre rose del Duomo di Zara, "Il Dalmata", Tip. Artale, Zara, s.d. 

Il cortiletto del "Capitano Grando" in Zara, s.n.s., Zara 1920 

Santa Maria (Domus Aurea), Prefettura, Zara 1924